# Rhynchospora cajennensis
Rhynchospora cajennensis är en halvgräsart som beskrevs av Johann Otto Boeckeler. Rhynchospora cajennensis ingår i släktet småag, och familjen halvgräs. Inga underarter finns listade i Catalogue of Life.